# 闘塾
空手道 闘塾（からてどう とうじゅく）は、神奈川県厚木市で活動するフルコンタクト空手の道場である。ライトコンタクトスタイルも対応している。非営利団体。代表は鈴木俊彦。

## 創設
2003年4月、代表　鈴木俊彦が、フリー格闘塾を創設、フルコンタクト空手、キックボクシング、防具空手、武術空手、K-1甲子園など様々な形式の試合に参戦。
2010年12月より、闘塾と名称変更し、フルコンタクトカラテの道場となる。
2018年9月、JFKOの加盟承認を受ける。
2022年５月、内発動理論創始者、川嶋祐師範より、フルコンタクト空手内発動インストラクターに認定され稽古に内発動を組み込む。
2023年、川嶋塾の、第一回ライトスパーリング競技大会（スパーリングを競技化）に賛同し、ライトコンタクト（強打禁止のルール）を導入
2023年より、主催大会、ライトコンタクト空手競技会開催、道着の身だしなみ、礼節、マナーも判定に組み込む。

## 主催大会
2014年〜2018年　闘塾トーナメント（内部試合）チャンピオンベルトがあるのが特徴、出場には条件があるが「誰もがベルトを巻くチャンスのある大会」がテーマ。
2023年〜　闘塾ライトコンタクト競技会

## メタルカラテ
2015年9月〜５回開催
リズムに合わせて、自然にカラテの基本も身につくエクササイズ